# Volta à Noruega feminina
A Volta à Noruega feminina foi uma prova de ciclismo feminino. A primeira edição da corrida realizou-se de 15 a 17 de agosto de 2014 na cidade de Halden, no sudeste da Noruega. Consistia num prólogo de contrarrelógio individual e duas etapas de ciclismo de estrada. Desde 2017, a corrida fez parte do UCI World Tour feminino.
Em 2022 o evento foi substituído pela Volta à Escandinávia, uma corrida por etapas de vários dias realizada na Noruega, Suécia e Dinamarca . 
Em 2018 realizou-se um contra relógio por equipas que contou como prova separada do UCI World Tour feminino.

## Palmarés
| Ano  | Vencedora                                       | Segunda                                         | Terceira                                        |
| ---- | ----------------------------------------------- | ----------------------------------------------- | ----------------------------------------------- |
| 2014 | Anna van der Breggen (NED)                      | Marianne Vos (NED)                              | Katarzyna Niewiadoma (POL)                      |
| 2015 | Megan Guarnier (USA)                            | Shelley Olds (USA)                              | Amanda Spratt (AUS)                             |
| 2016 | Lucinda Brand (NED)                             | Thalita de Jong (NED)                           | Anouska Koster (NED)                            |
| 2017 | Marianne Vos (NED)                              | Megan Guarnier (USA)                            | Ellen van Dijk (NED)                            |
| 2018 | Marianne Vos (NED)                              | Emilia Fahlin (SWE)                             | Coryn Rivera (USA)                              |
| 2019 | Marianne Vos (NED)                              | Coryn Rivera (USA)                              | Leah Kirchmann (CAN)                            |
| 2020 | Corrida cancelada devido à pandemia de COVID-19 | Corrida cancelada devido à pandemia de COVID-19 | Corrida cancelada devido à pandemia de COVID-19 |
| 2021 | Annemiek van Vleuten (NED)                      | Ashleigh Moolman (RSA)                          | Kristen Faulkner (USA)                          |

## Volta à Noruega feminina - contra relógio por equipas
| Ano  | Vencedora | Segunda          | Terceira      |
| ---- | --------- | ---------------- | ------------- |
| 2018 | Sunweb    | Mitchelton-Scott | Cervélo Bigla |